# 止め足
止め足（とめあし）とは、野生動物が足跡による追跡を攪乱する為に、後方にできた足跡を踏むように一定の距離を後退し、足跡の着かない場所に跳躍する行動。追跡者からはある地点から突然足跡が無くなってしまったように錯覚する。